# Michele Rizzo
Michele Rizzo (Dolo, 16 settembre 1982) è un ex rugbista a 15 e allenatore di rugby a 15 italiano, in carriera attivo nel ruolo di pilone e 23 volte internazionale per l'Italia con cui prese parte alla Coppa del Mondo 2015.

## Biografia
Nato a Dolo ma cresciuto a Padova dove frequentò il locale istituto alberghiero, si formò rugbisticamente nel Petrarca con cui esordì in Serie A1 nel 2001 contro Viadana.
Con la squadra in maglia nera Rizzo vanta il successo in Coppa Italia nella stagione d'esordio, vinta battendo in finale il Parma, e il debutto in nazionale con il C.T. Pierre Berbizier, che il 25 giugno 2005 lo fece entrare in campo nel secondo tempo del test match di Melbourne contro l'Australia.
Nelle ultime due stagioni al Petrarca fu capitano del club.
Trasferitosi al Benetton nel 2009, vinse la Coppa Italia e il suo primo titolo di campione nazionale battendo a Roma il Viadana nella finale 2009-10, proprio nel torneo d'addio del club biancoverde al campionato italiano prima della migrazione in Celtic League.
Debuttò nel Sei Nazioni nell'edizione del 2012 in occasione della sua terza presenza in Nazionale, schierato titolare per la partita di Dublino contro l'Irlanda da Jacques Brunel, il suo terzo commissario tecnico.
Rizzo rimase a Treviso fino a giugno 2014, quando fu ingaggiato in Premiership dal Leicester.
L'anno seguente Brunel lo convocò nella rosa che prese parte alla Coppa del Mondo 2015 in Inghilterra nel corso della quale, contro il Canada, realizzò la sua prima meta in nazionale.
Contro l'Irlanda, nell'ultima partita del girone, subì la lesione del legamento crociato anteriore e lo stiramento del collaterale mediale del ginocchio sinistro che lo tennero fuori dal campo per tutta la stagione 2015-16.
Tornato in campo a Leicester in Premiership 2016-17, disputò solo 4 incontri, e nel 2017 fu in campo per il suo quinto Sei Nazioni con il quarto commissario tecnico a seguire, Conor O'Shea.
Nel 2016-17 fu prestato alla franchise scozzese dell'Edimburgo in Pro14 come rimpiazzo medico e, dopo 8 incontri totali, tornò a Leicester per terminare la stagione e tornare in Italia nel maggio 2018, di nuovo ingaggiato al Petrarca con un contratto biennale da giocatore in prima squadra e allenatore nello staff tecnico della Under 18.
Disputò il suo ultimo incontro in nazionale a Twickenham contro l'Inghilterra nel Sei Nazioni 2017.
Il 27 marzo 2020, in anticipo sulla fine del contratto da giocatore, Rizzo annunciò il termine della sua carriera da giocatore, ritiro anticipato a causa della sospensione definitiva dei campionati decisa il giorno prima dalla Federazione Italiana Rugby a seguito dell'emergenza dovuta alla pandemia di COVID-18.
Dal 2020 è allenatore dell’U19 del Verona Rugby

## Palmarès
- Campionati italiani: 1
Benetton Treviso: 2009-10
- Coppe Anglo-Gallesi: 1
Leicester: 2016-17
- Coppe Italia: 2
Petrarca: 2000-01
Benetton Treviso: 2009-10
- Supercoppe d'Italia: 1
Benetton Treviso: 2009